# Stašica
Stašica je žensko osebno ime.

## Izvor imena
Ime Stašica je različica ženskega osebnega imena Staša.

## Pogostost imena
Po podatkih Statističnega urada Republike Slovenije na dan 31. decembra 2007 v Sloveniji ni bilo ženskih oseb z imenom Stašica ali pa je bilo število nsilk tega imena manjše od: 5.

## Osebni praznik
Osebe z imenom Stašica lahko godujejo takrat kot osebe z imenom Staša.